# I Wanna Be The Guy: The Movie - The Game
Pour les articles homonymes, voir I Wanna Be.
I Wanna Be The Guy: The Movie - The Game (IWBTG) est un jeu vidéo 2D de plates-formes indépendant, créé en octobre 2007 par Michael « Kayin » O'Reilly. Le jeu est surtout connu pour son énorme difficulté, son level design cruel, et les clins d'œil faits à certains vieux jeux (Zelda, Mega Man, Metroid, etc.), par l'utilisation de leurs sprites et musiques.
IWBTG est réputé pour être un jeu d'une grande difficulté et contenant beaucoup de sadisme : les niveaux sont pourvus de pièges qui ont tous pour but de tuer le joueur et de ne lui laisser qu'une infime chance de s'en sortir. Il est composé de quatre modes de difficulté, dont l'un se prénomme « Impossible », dans lequel le joueur ne possède qu'une unique vie pour finir le jeu.

## Nom du jeu
D'après Kayin, le nom n'est pas une référence volontaire à Homestar Runner, mais résulte d'une conversation où un ami aurait dit « Mais, je veux être le mec », ce qui lui aurait donné l'idée du nom. Il pense cependant avoir été influencé « sans s'en rendre compte » par les vidéos de Homestar Runner.
Dans IWBTG, le joueur incarne « The Kid » (l'enfant) qui veut devenir « The Guy » (le mec, avec une forte connotation virile), d'où le titre I Wanna Be the Guy (je veux devenir le mec).

## Trame
Comme dans beaucoup des jeux qu'I Wanna Be the Guy parodie, l'intrigue du jeu est relativement simple, et n'a que très peu d'influence sur le gameplay. Le joueur contrôle « The Kid », qui a pour but de devenir « The Guy ».
L'intrigue complète est donnée sur un message pendant l'écran d'ouverture du jeu, parodiant aussi les mauvaises traductions japonaises et l'anglais approximatif des premiers jeux (par exemple une référence au meme All your base are belong to us).

## Système de jeu
Le joueur contrôle « The Kid ». Les contrôles sont limités à des mouvements de gauche à droite, des sauts et doubles sauts, et des tirs rectilignes au pistolet. On notera aussi l'utilisation de quatre touches spéciales : 
- Q pour se suicider ;
- S pour passer certaines animations ;
- K et/ou M pour tricher contre certains boss.

IWBTG est fait de nombreux niveaux qui sont surtout des parodies des anciens jeux de Nintendo, comme The Legend of Zelda, Kirby, Mega Man et Metroid, Ghosts'n Goblins de Capcom ou encore Tetris. À la fin de chaque niveau, un boss doit être battu pour avancer au stage suivant.
Les sept premiers boss sont empruntés à des classiques de jeux -surtout de jeux de plates-formes- mais leur comportement et leur apparence ont été modifiés et améliorés. Le boss final, qui est le père du « Kid » est inspiré de Contra III: The Alien Wars. Le jeu parodie beaucoup de jeux vidéo 8-bits et 16-bits.
IWBTG est surtout connu pour sa difficulté, du fait qu'une majorité des paysages aient été conçus spécialement pour causer la mort du joueur. En plus des dangers « habituels » comme les piques, les trous, ou les flammes, le jeu contient énormément de menaces moins évidentes, et qu'on ne peut généralement pas éviter, sans connaissance préalable de ces menaces (telles que des pièces de Tetris, des grilles cachées dans les murs, ou les « Delicious Fruit », qui ressemblent à des pommes, même si Kayin dit que « ce sont plutôt des cerises géantes »).
« The Kid » meurt dès qu'il est touché, en explosant en une mare de sang. Chaque mort cause un « Game Over », mais le joueur peut recommencer la partie depuis la dernière sauvegarde autant qu'il le souhaite.
Pour terminer le jeu, le joueur doit battre les six premiers boss, afin d'obtenir le droit d'accès au château du « Guy », qu'il doit tuer pour gagner. Quatre niveaux de difficulté sont proposés : « Moyen », « dur », « très dur », et « impossible » (avec « dur » considéré comme la difficulté normale et « moyen » comme le mode « facile »). La différence entre les niveaux de difficultés est le nombre de points de sauvegarde, variant ainsi entre 62 (mode « moyen ») et 0 (mode « impossible »).

## Développement
Le jeu est un jeu de plates-formes et d'aventure créé dans le style des jeux anciens en 8-bits.
Kayin définit le jeu en tant qu'« un message d'amour sardonique rendant hommage aux jours premiers des jeux vidéo américains, contenu dans un épatant et difficile jeu de plates-formes ».
D'après lui, il a créé ce jeu par caprice, après avoir joué à un jeu flash stupidement dur : il s'est dit qu'il pouvait — devait — mieux faire.
L'outil qui a servi au développement d'IWBTG est le logiciel Multimedia Fusion 2, de Clickteam.
Les images proviennent en majorité du Shy Guy Kingdom, et sont adaptées par Kayin, tout comme les musiques qui proviennent elles des divers jeux parodiés par IWBTG.

## Accueil
Quelques médias font référence à I Wanna Be The Guy :
- le magazine Joystick a inclus l'installateur du jeu dans son hors série no 33 ayant pour thème les jeux vidéo indépendants ;
- le Figaro parle du jeu sur le blog du journal[4] ;
- le magazine en ligne The Escapist lui a consacré un dossier de trois pages[5].

Le public a réservé au jeu un accueil chaleureux, par exemple avec l'apparition de multiples vidéos « Let's play IWBTG » montrant le jeu dans son intégralité publiées sur les sites de partage comme YouTube ou Dailymotion.
Quelques communautés de joueurs se sont aussi créées, sur IRC, ou sur le forum du site officiel.